# جانی بریستول
جانی بریستول (انگلیسی: Johnny Bristol؛ ۳ فوریهٔ ۱۹۳۹ – ۲۱ مارس ۲۰۰۴) یک موسیقی‌دان اهل ایالات متحده آمریکا بود. وی بین سال‌های ۱۹۵۹ تا ۱۹۹۳ میلادی فعالیت می‌کرد.